# Abraham Charnes
Pour les articles homonymes, voir Charnes.
Abraham Charnes (1917-1992) est un mathématicien américain qui travaille dans le domaine de la recherche opérationnelle. Charnes a publié plus de 200 articles de recherche et sept livres, dont An Introduction to Linear Programming . Ses travaux ont influencé le développement de la méthode d'analyse par enveloppement des données (DEA).

## Formation et carrière
Charnes a obtenu son baccalauréat en 1938, sa maîtrise en 1939 et son doctorat, avec une thèse intitulée Wing-Body Interaction in Linear Supersonic Flow en 1947 de l'Université de l'Illinois. Charnes a enseigné à l'Université Carnegie-Mellon, à l'Université Purdue, à l'Université Northwestern et à l'Université du Texas à Austin depuis 1968.

## Prix et distinctions
En 1975, Charnes a été sélectionné pour le prix Nobel d'économie. En 1982, il a reçu (conjointement avec William W. Cooper et Richard Duffin) le Prix de théorie John-von-Neumann. En 1989, il a reçu le prix Harold Larnder de la Société de recherche opérationnelle du Canada. En 2006, il a reçu (conjointement avec William W. Cooper) le prix Impact de l'INFORMS. Charnes a également reçu la Médaille du service public distingué de la marine américaine pour ses contributions en tant que physicien chercheur et analyste des opérations pendant la Seconde Guerre mondiale.

## Publications
- avec W. W. Cooper, A. Henderson: « An introduction to linear programming », Wiley 1953.
  - tome 2:  « Lectures on the mathematical theory of linear programming »
- avec W. W. Cooper: « Management models and industrial applications of linear programming », 2 volumes, Wiley 1961
- éd: « Data envelopment analysis : theory, methodology, and application », Kluwer 1994
- avec W. W. Cooper, R. J. Niehaus:  « Studies in manpower planning », Washington D. C., Office of Civilian Manpower Management, Dept. of the Navy, 1972